# Chrysoblephus puniceus
 Chrysoblephus puniceus és un peix teleosti de la família dels espàrids i de l'ordre dels perciformes.

## Morfologia
Pot arribar als 85 cm de llargària total.

## Distribució geogràfica
Es troba des de les costes de Moçambic i Madagascar fins a les de Sud-àfrica.